# Merhawi Kudus
Merhawi Kudus Ghebremedhin (Asmara, 23 de enero de 1994) es un ciclista eritreo miembro del equipo Burgos Burpellet BH.

## Biografía
En 2012 ganó una etapa del Tour de Ruanda y acabó sexto en la general final.
En 2013 fue seleccionado por el equipo nacional para participar en la Tropicale Amissa Bongo, donde terminó como mejor escalador y 18.º en la general. Fue octavo en la Fenkel Northern Redsea. Fue sexto en el Circuit of Asmara.
Con el equipo Centro Mundial de Ciclismo de la UCI, llegó a Europa para correr algunas carreras. Su director deportivo reveló que el objetivo para esta temporada era participar en el Tour del Porvenir. En agosto fue segundo de la Vuelta a León. Sus buenos resultados le permitieron entrar como stagiaire en el equipo profesional Bretagne-Séché Environnement. En 2014 fichó ya como ciclista profesional con el equipo MTN Qhubeka.

## Palmarés
2012 (como amateur)
- 1 etapa del Tour de Ruanda

2013 (como amateur)
- 1 etapa del Tour de Eritrea

2016
- 3.º en el Campeonato de Eritrea Contrarreloj

2017
- 3.º en el Campeonato de Eritrea en Ruta

2018
- Campeonato de Eritrea en Ruta

2019
- Tour de Ruanda, más 2 etapas
- 3.º en el Campeonato de Eritrea Contrarreloj

2021
- Campeonato de Eritrea Contrarreloj
- 2.º en el Campeonato de Eritrea en Ruta

2022
- 2.º en el Campeonato de Eritrea Contrarreloj
- Campeonato de Eritrea en Ruta

2023
- 2.º en el Campeonato de Eritrea Contrarreloj

2024
- 3.º en los Juegos Panafricanos en Ruta
- Tour de Ijen, más 1 etapa

## Resultados en Grandes Vueltas y Campeonatos del Mundo
| Carrera         | Carrera         | 2013 | 2014 | 2015 | 2016 | 2017 | 2018 | 2019 | 2020 | 2021 | 2022 | 2023 | 2024 |
| --------------- | --------------- | ---- | ---- | ---- | ---- | ---- | ---- | ---- | ---- | ---- | ---- | ---- | ---- |
|                 | Giro de Italia  | —    | —    | —    | 37.º | —    | —    | —    | —    | —    | 61.º | —    | —    |
|                 | Tour de Francia | —    | —    | 84.º | —    | —    | —    | —    | —    | —    | —    | —    | —    |
|                 | Vuelta a España | —    | 92.º | —    | 38.º | Ab.  | 31.º | —    | 58.º | —    | 79.º | —    | —    |
| Mundial en Ruta | Mundial en Ruta | —    | —    | —    | —    | —    | 41.º | Ab.  | 67.º | 50.º | 69.º | —    | —    |

—: no participa

Ab.: abandono

## Equipos
- Bretagne-Séché Environnement (stagiaire) (2013)[3]
- MTN-Qhubeka (2014-2018)
  - MTN-Qhubeka (2014-2015)
  - Dimension Data (2016-2018)
- Astana (2019-2021)
  - Astana (2019-2020)
  - Astana-Premier Tech (2021)
- EF Education-EasyPost (2022-2023)
- Terengganu Cycling Team (2024)
- Burgos Burpellet BH (2025-)